# Stradun

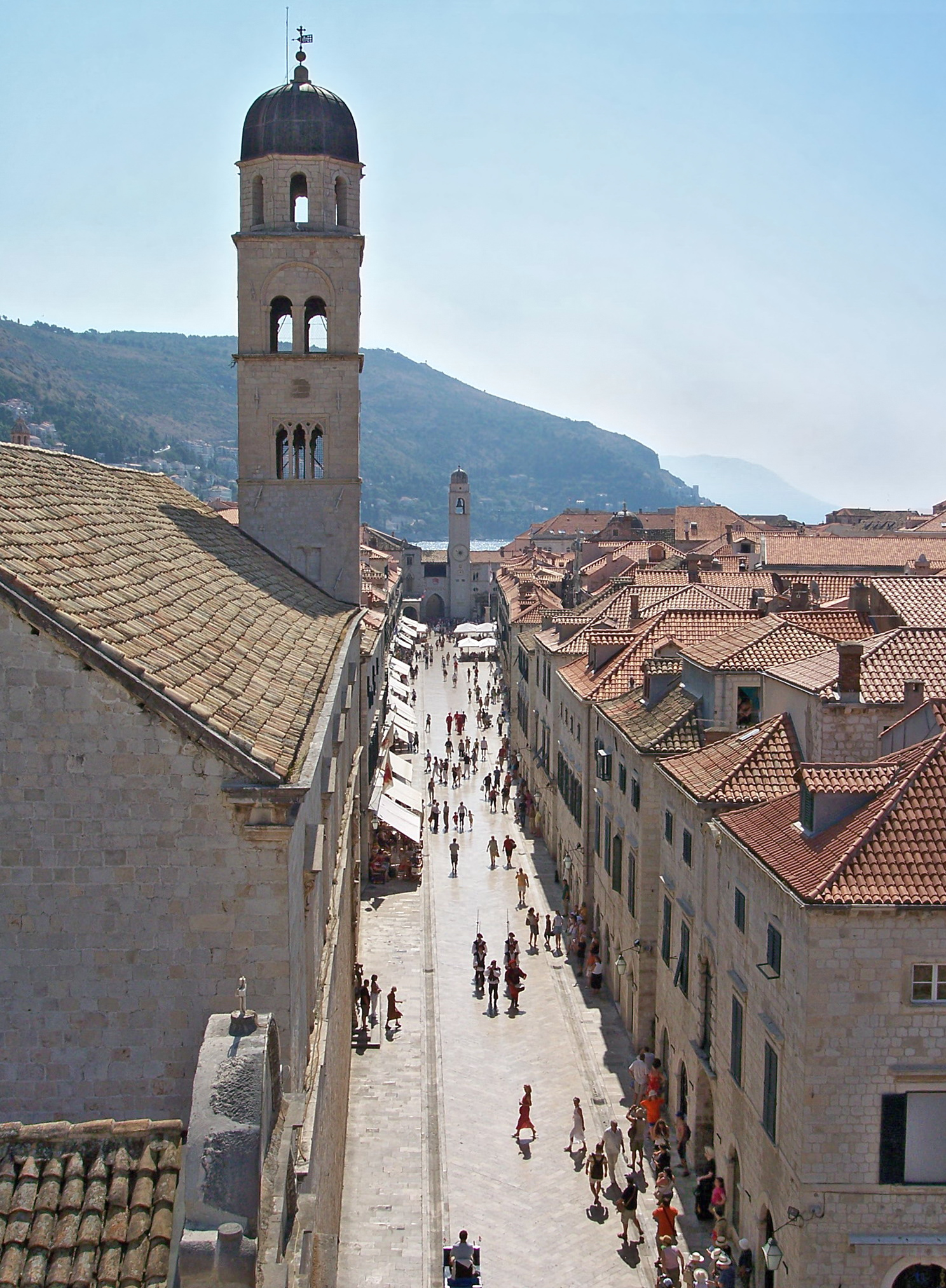
Widok na Stradun od strony Bramy Pilskiej

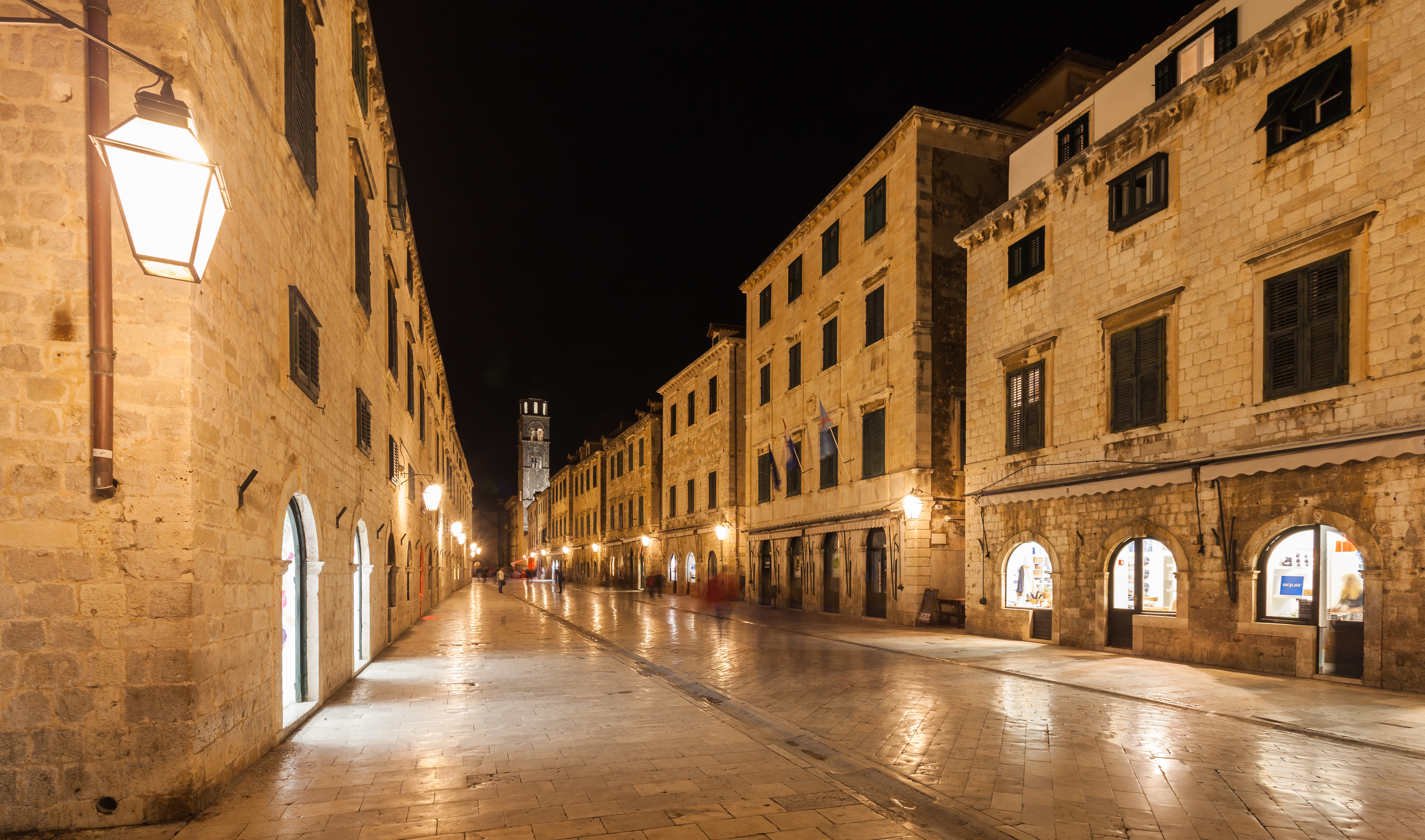
Stradun w nocy

Stradun lub Placa - licząca sobie około 300 metrów główna ulica Starego Miasta w Dubrowniku. 
Obie nazwy pochodzą od słów, oznaczających ulicę, o ile jednak Placa wywodzi się z neutralnego łacińskiego platea, o tyle popularniejsza Stradun był złośliwie zgrubionym przezwiskiem nadanym jej przez Wenecjan.
Ulica rozciąga się w kierunku wschód-zachód pomiędzy dwiema bramami miejskimi Pile i Peskarija. Na początku i końcu ulicy znajdują się dwie fontanny (Wielka i Mała Studnia Onofria) oraz dwie dzwonnice (wieża odwachu oraz dzwonnica klasztorna). 
Powierzchnię ulicy stanowią wypolerowane wapienne bloki, których połysk przyczynił się do powstania określenia "ulica - salon".
Istnieje kilka teorii tłumaczących genezę tej arterii. Jedna z nich opiera się na założeniu, że w przeszłości na miejscu dzisiejszego Straduna znajdował się bagienny teren rozdzielający porzymską osadę Raguzę i słowiańską Dubrawę. W IX wieku teren ten został zasypany, spajając dwa niegdyś oddzielne twory.  
Funkcja Straduna ukształtowała się w XII wieku, a dzisiejszy wygląd uzyskał po katastrofalnym trzęsieniu ziemi w 1667 roku, gdy duża część miasta uległa zniszczeniu. 
Z przedstawień grodu sprzed trzęsienia wiemy, że wiele z nich miało arkady (podobne do tych w Pałacu Sponza), a niektóre posiadały jeszcze bogatsze zdobienia. 
Po 1667 Statut Republiki ściśle określał sposób budowy zabudowy mieszkalnej. Według ówczesnych przepisów do domu miały prowadzić drzwi na koljeno (z jednym skrzydłem zabudowanym do połowy). Parter przeznaczony był do handlu i pracy, a do magazynu miało wchodzić się od strony bocznej ulicy. 
Na pierwszym piętrze były mieszkania, choć różne pokoje znajdowały się również na piętrze drugim. Kuchnia i pozostałe pomieszczenia gospodarskie miały być zawsze na poddaszu, co miało uniemożliwić czy raczej utrudnić rozprzestrzenianie się pożarów. 
Przy ulicy znajduje się wiele ważnych pomników historii miasta. Obecnie stanowi popularne miejsce spacerów, zarówno wśród miejscowej ludności, jak i zagranicznych turystów. Służy również jako miejsce dorocznych uroczystości: procesji 3 lutego na cześć Świętego Błażeja, patrona miasta oraz obchodów przyjęcia Nowego Roku.